# Phaedra Van Keymolen
Phaedra Van Keymolen (Aalst, 19 januari 1976) is een Belgisch politica voor CD&V.

## Biografie
Van Keymolen studeerde in 1999 af als licentiate in de politieke wetenschappen, optie internationale betrekkingen aan de Universiteit Gent en behaalde in 2000 aan dezelfde universiteit een aanvullend diploma in ontwikkelingssamenwerking. 
Na haar studies werd Van Keymolen adjunct-adviseur van de Algemene Directie Economisch Potentieel bij de Federale Overheidsdienst Economie. Nadien was ze van 2004 tot 2009 beleidsmedewerker op de kabinetten van de Vlaamse minister-presidenten Yves Leterme en Kris Peeters en van 2009 tot 2014 raadgever op het kabinet van Vlaams minister Joke Schauvliege. Van 2014 tot 2023 was Van Keymolen MOS-coördinator, het project voor het milieuvriendelijker en duurzamer maken van scholen van het Departement Omgeving van de Vlaamse overheid. Vervolgens was ze van 2023 tot 2025 als privésecretaris aan de slag op het kabinet van federaal staatssecretaris voor Asiel en Migratie Nicole de Moor.
In oktober 2000 werd Van Keymolen voor de toenmalige CVP verkozen tot gemeenteraadslid van Haaltert. Na drie legislaturen in de oppositie te hebben gezeteld, werd zij begin 2019 eerste schepen van de gemeente, bevoegd met Ruimtelijke Planning, Omgevingsvergunningen en Energie. Bij de gemeenteraadsverkiezingen van oktober 2024 werd CD&V de grootste partij in Haaltert en kon Van Keymolen aanspraak maken op het burgemeesterschap. Sinds december 2024 is zij burgemeester van de gemeente.
Van december 2006 tot februari 2025 was zij eveneens provincieraadslid van Oost-Vlaanderen. Van december 2018 tot december 2024 was Van Keymolen voorzitter van de provincieraad.
Bij de federale verkiezingen van juni 2024 stond Phaedra Van Keymolen als eerste opvolger op de CD&V-lijst voor de kieskring Oost-Vlaanderen. Sinds februari 2025 zetelt zij in de Kamer van volksvertegenwoordigers ter vervanging van federaal minister Vincent Van Peteghem.